# Masahiko Sawaguchi
Masahiko Sawaguchi (澤口 雅彦 Sawaguchi Masahiko?), född 22 juli 1985 i Ibaraki prefektur, är en japansk fotbollsspelare.
Sawaguchi började sin karriär 2008 i FC Ryukyu. 2009 flyttade han till Fagiano Okayama. Han spelade 232 ligamatcher för klubben.